# Intertrading-Skandal
Der Intertrading-Skandal war ein zu Jahresende 1985 aufgebrochener Skandal um schwere Spekulationsverluste der österreichischen Handelsfirma Intertrading, einer Tochter des Voest-Alpine-Konzerns. Er führte zur Absetzung des gesamten Vorstandes des Mutterunternehmens, zu einer generellen Krise der Verstaatlichung in Österreich und in weiterer Folge zur Privatisierung großer Teile der zuvor verstaatlichten Wirtschaft.

## Der Skandal
Die Intertrading war zur Verwertung von Waren gegründet worden, die im Wege von Kompensationsgeschäften mit Ländern des Warschauer Pakts in die Verfügung des Stahlproduzenten Voest-Alpine gerieten. Im Laufe der Zeit hatte sich jedoch die Tätigkeitssphäre der Intertrading erweitert, und sie war als Akteur auf den internationalen Rohstoffmärkten präsent.
Am 19. November 1985 musste Heribert Apfalter, der Generaldirektor der VÖEST, bei einer Sitzung im Büro der Verstaatlichten-Holding ÖIAG einbekennen, dass die Intertrading mit ihrem Geschäftsführer Gernot Preschern bei Baisse-Spekulationen am Ölmarkt Verluste in Höhe von mindestens 5,7 Milliarden Schilling (umgerechnet 414 Millionen Euro) erlitten hatte. ÖIAG-Chef Oskar Grünwald, der zuvor über diese hochspekulativen Geschäfte nicht informiert worden war, rief daraufhin den zuständigen Bundesminister für öffentliche Wirtschaft und Verkehr Ferdinand Lacina an, der nach Rücksprache mit Bundeskanzler Fred Sinowatz den Rücktritt des gesamten VÖEST-Vorstandes erwirkte, den Lacina am 26. November 1985 auf einer kurzfristig einberufenen Pressekonferenz bekanntgab.
Die verstaatlichte Industrie hatte schon zuvor enorme Verluste geschrieben – allein zwischen 1981 und 1983 betrugen die staatlichen Zuschüsse über 1,5 Milliarden Euro. „Für die Ideologen der verstaatlichten Industrie muss das Intertrading-Desaster so gewesen sein, als würde ein Katholik in die Kirche gehen und dort ein Bordell vorfinden“, zitiert Gerhard Pretting Claus Raidl, damals Vorstand in der ÖIAG.
Über Vorschlag von Franz Ruhaltinger, dem mächtigen Zentralbetriebsratsobmann der Voest-Alpine, bestellte Lacina Ende November 1985 zunächst den ehemaligen Generaldirektor der Chemie Linz AG, Richard Kirchweger, als neuen Generaldirektor der Voest-Alpine-AG. Wenig später wurde allerdings bekannt, dass Merx, die Handelsgesellschaft der Chemie Linz AG, mit ähnlichen Geschäften wie die Intertrading gleichfalls große Verluste gemacht hatte. Am 14. Februar 1986 musste daher auch Kirchweger zurücktreten.
Die Verstaatlichtenkrise 1985–1986 wurde zum Wendepunkt in der österreichischen Wirtschaftspolitik. Nach einem Jahresverlust 1985 von 850 Millionen Euro kam es zur Zerlegung des Großkonzerns Voest-Alpine, zu massivem Personalabbau und in weiterer Folge zur stufenweisen Privatisierung. Diese wurde nun auch von den sozialdemokratischen Spitzenpolitikern wie Franz Vranitzky (seit 1986 Bundeskanzler) und Ferdinand Lacina, seit 1986 Finanzminister, mitgetragen.
Nach der Auffassung des unterlegenen SPÖ-Präsidentschaftskandidaten Kurt Steyrer war die schwere Krise der Verstaatlichten Industrie einer der zwei wesentlichen Faktoren für die „Denkzettelwahl“, die Kurt Waldheim 1986 ins Bundespräsidentenamt führte. (Als anderen wesentlichen Faktor nannte Steyrer die Kampagne gegen Waldheim, die zu einer „Solidarisierung der Kriegsgeneration“ und auch zu einer stärkeren Medienpräsenz Waldheims geführt habe.)